# Estação Vaugirard
Vaugirard é uma estação da linha 12 do Metrô de Paris, localizada no 15.º arrondissement de Paris.

## História
A estação foi aberta em 5 de novembro de 1910 na inauguração da linha A do Nord-Sud entre Porte de Versailles e Notre-Dame-de-Lorette. No mesmo ano, uma estação chamada Rue de Vaugirard foi aberta na linha 4; ela foi renomeada Saint-Placide em 1913 para evitar confusão com a estação da linha A.
Situada na rue de Vaugirard que leva seu nome, a estação serve a place Adolphe-Chérioux nomeada em homenagem a um ex-prefeito do arrondissement, daí o seu nome anexo. A praça se estende desde a rue de Vaugirard até a prefeitura do 15.º arrondissement de Paris.
Ela viu entrar 3 910 263 passageiros em 2013, o que a coloca na 129ª posição das estações de metrô por sua frequência.

## Serviços aos Passageiros

### Acessos
As saídas estão situadas na rue de Vaugirard, ao nível da place Adolphe-Chérioux.

### Plataformas
Vaugirard é uma estação de configuração padrão: ele possui duas plataformas laterais com 75 metros separadas pelas vias do metrô e a abóbada é semi-elíptica, característica das estações da Nord-Sud. Por outro lado, ao contrário de muitas das estações na linha, as telhas Nord-Sud desapareceram: a abóbada foi simplesmente pintada de branco e os pés-direitos são revestidos de uma curvatura com montantes horizontais vermelhos e quadros publicitários dourados luminosos. A iluminação é completada por néons independentes e o nome da estação é em fonte Parisine em placas esmaltadas. Os assentos são do estilo "Motte" de cor vermelha ligados aos montantes horizontais da curvatura.

### Intermodalidade
A estação é servida pelas linhas de ônibus, 39, 70, 80 e 88 da rede de ônibus RATP e, à noite, pelas linhas N13 e N62 do Noctilien.

## Pontos turísticos
- Prefeitura do 15.º arrondissement
- Maison et atelier du maître-verrier Barillet
- Square Saint-Lambert
- Igreja de Saint-Lambert de Vaugirard

Galeria de fotografias
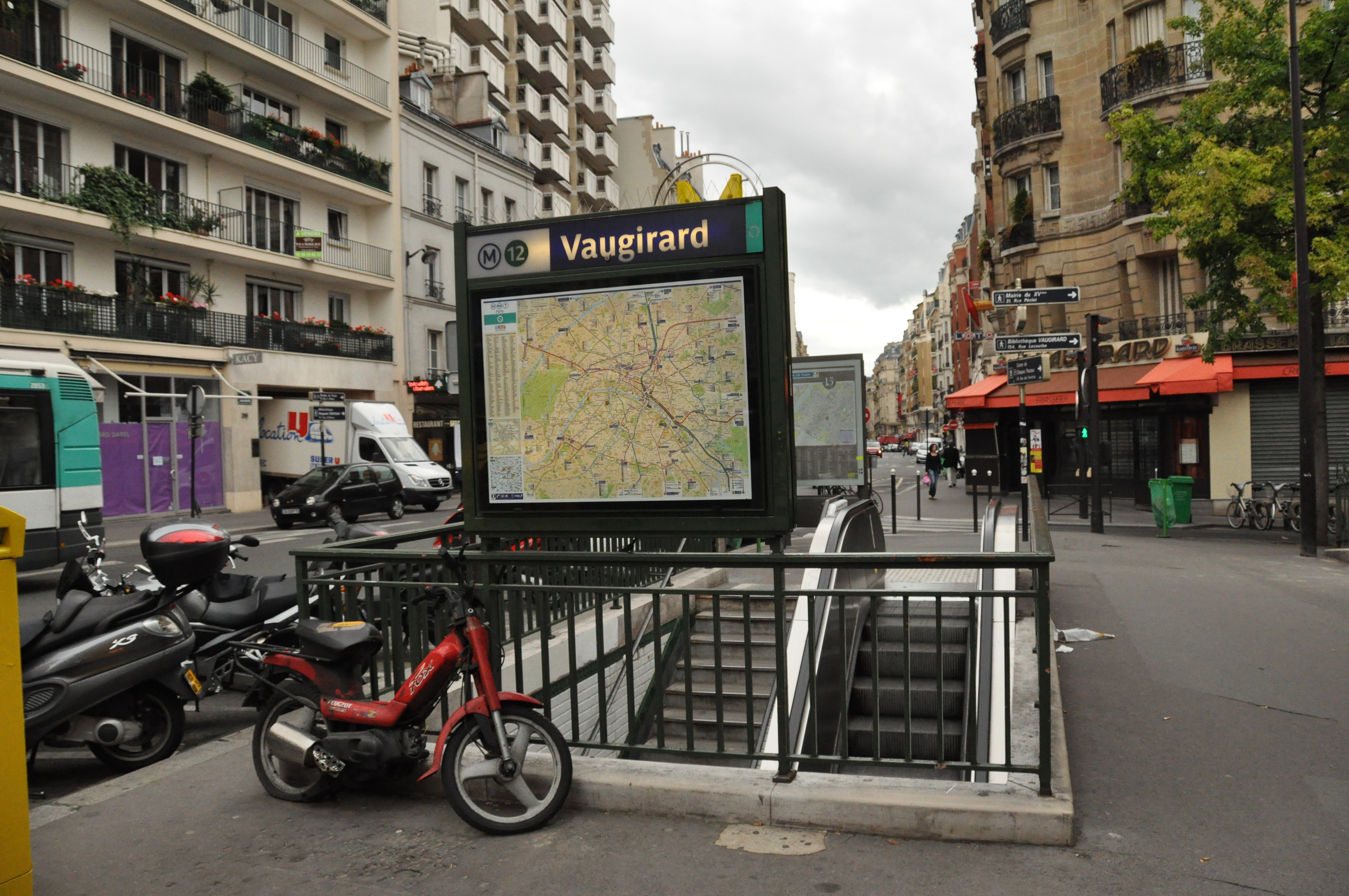
A entrada da estação.
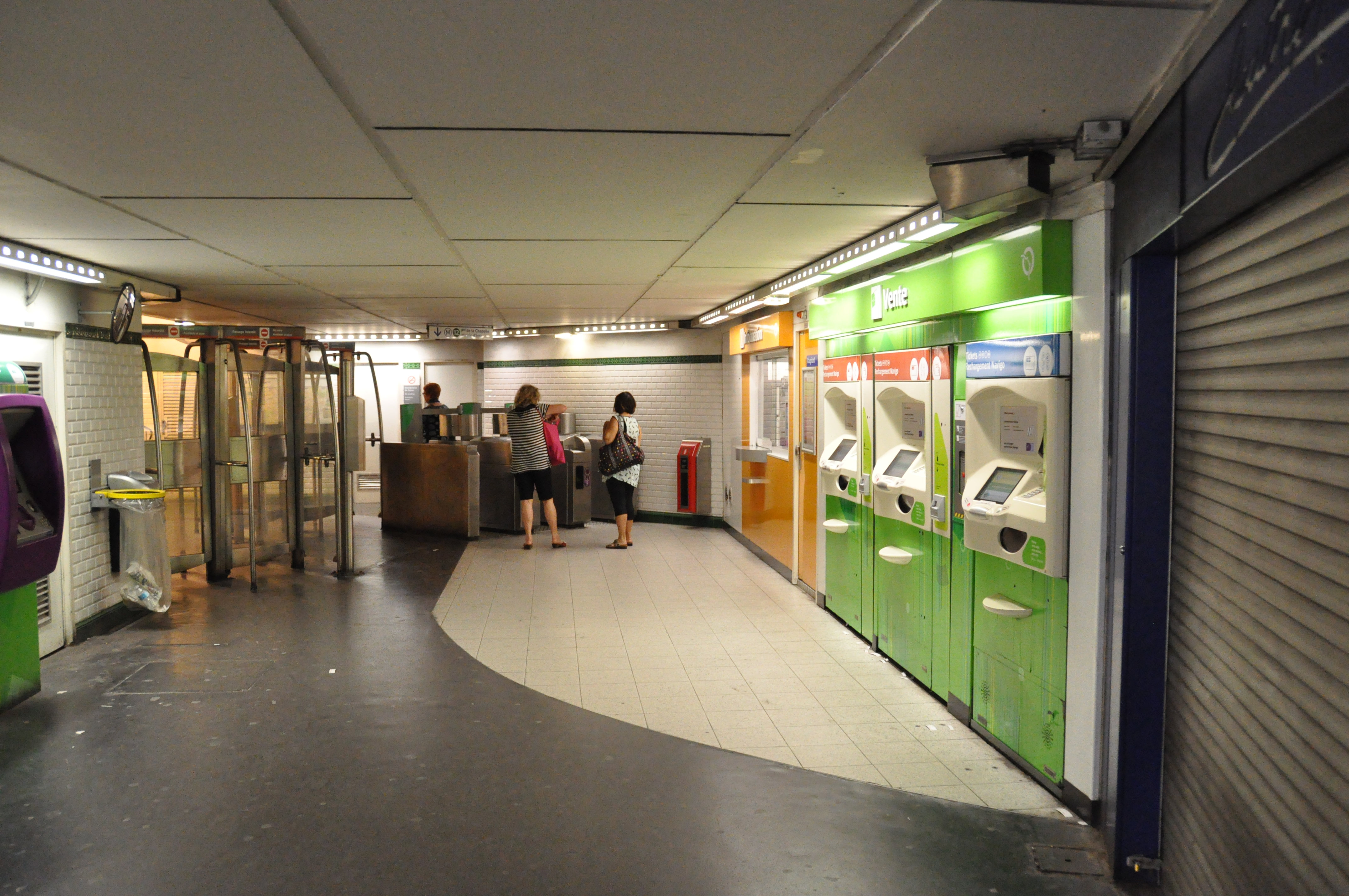
A sala de bilhetes.
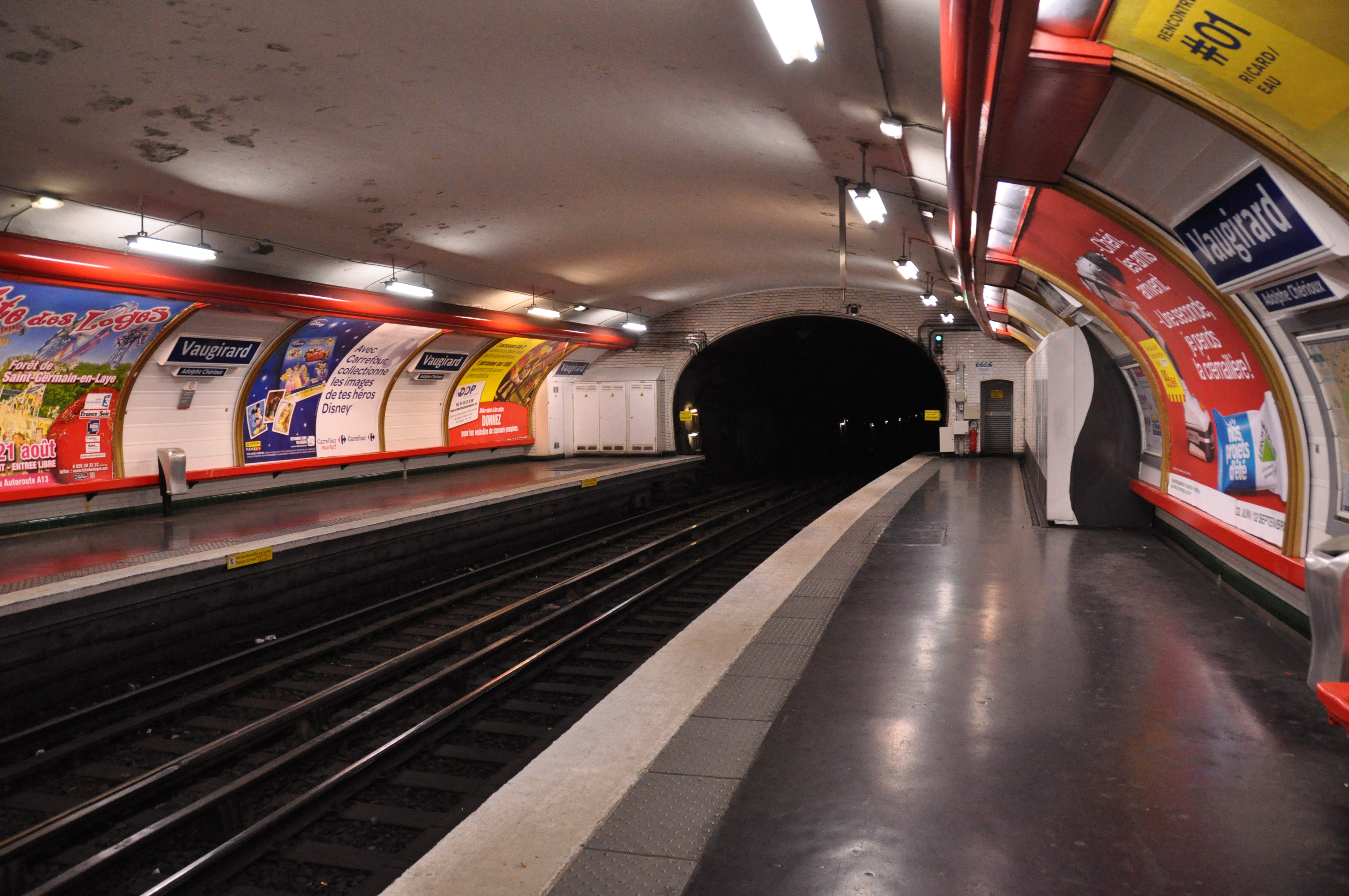
As plataformas da estação.